# مدرسه مادر خان
مدرسهٔ مادرِ خان یک سازهٔ معماری و مدرسهٔ کهن در بخارا است که در ۱۵۶۶/۱۵۶۷ ساخته شده‌است. این ساختمان همراه با مدرسه عبدالله خان بخشی از مدرسه قاش است. این دو مدرسه در راستای یک خیابان باریک، و در برابر هم جای دارند. این سازه به نام مادر نیرومند عبدالله‌خان دوم ساخته و نام‌گذاری شده‌است. ساخت‌وساز در زمان فرمانروایی او، در سال ۱۵۶۶/۱۵۶۷ (۹۷۴ هجری قمری) انجام شد.
این سازه در پلان چهارگوش با پهنا و درازای ۴۵ در ۶۷ متر و در دو طبقه می‌باشد. مدرسه را می‌توان یک سازه معمولی و ضعیف توصیف کرد. سازه به جز در ورودی، از هر سو آذینی ندارد، ولی نمای آن آذین‌های درخشانی دارد. هر دو مدرسه که بخشی از این مجموعه هستند، عقل‌گرایی اقتصادی را نشان می‌دهند که معماری بخارا در سده شانزدهم به دست آورد. مصالح روکش گران‌بها کاهش داده‌شد و بکارگیری آنها فقط در درآیگاه اصلی و در حیاط ساختمان‌ها دیده می‌شود. پیش‌طاق بزرگی در جلوی مدرسه کارگزاری شد. بالای سردر اصلی، سنگنوشته‌ای هست که سال ساخت را به هجری قمری نشان می‌دهد. در طرفین درگاه، دو طبقه، و در هر طبقه سه اتاق در هر طرف نما (روی‌هم‌رفته ۱۲) هست. درآیگاه آنها یک ردیف طاقدار دو طبقه را درست می‌کند که با کاشی آذین شده‌است.
کاشی‌ها آذینی به سبک هندسی را درست می‌کند. هر اتاق در ویژه خود را دارد، روی همه درها یک پنجره گچی هست. در گوشه‌های نما گلدستهٔ رنگ‌آمیزی‌شده جای دارد که روکش آن از آجر لعابدار است. صحن اندرونی مدرسه چهارگوش است. پیرامون آن حجره‌هایی با ایوان دیده می‌شود. جلوی صحن، میانسرای درسخانه و مسجد است. در سمت روبروی در ورودی، گنبدها از بالای اتاق‌های گوشه‌ای دیده می‌شوند. در سال ۱۹۹۷–۱۹۹۸، ساختمان مدرسه بهسازی شد.

## بن‌مایه
- همکاری‌کنندگان ویکی‌پدیا، «Медресе Модарихон»، ویکی‌پدیای روسی، دانشنامهٔ آزاد (بازیابی ۱۹ دی ۱۴۰۰)
- «Kosh-Madrasah, Bukhara». advantour. دریافت‌شده در ۱۹ دی ۱۴۰۰.